# USS Canberra (LCS-30)
El USS Canberra (LCS-30) de la Armada de los Estados Unidos es un buque de combate litoral de la clase Independence. Fue colocada su quilla en 2020 y botado en 2021, restando su entrada al servicio.

## Historia
Fue ordenado al Austal USA en Mobile, Alabama. Su nombre anunciado en 2018 honra al crucero HMAS Canberra de la Royal Australian Navy (hundido durante la Segunda Guerra Mundial) y la ciudad australiana de Canberra. Fue puesto en gradas el 10 de marzo de 2020 y botado el 30 de marzo de 2021.